# Chauburji

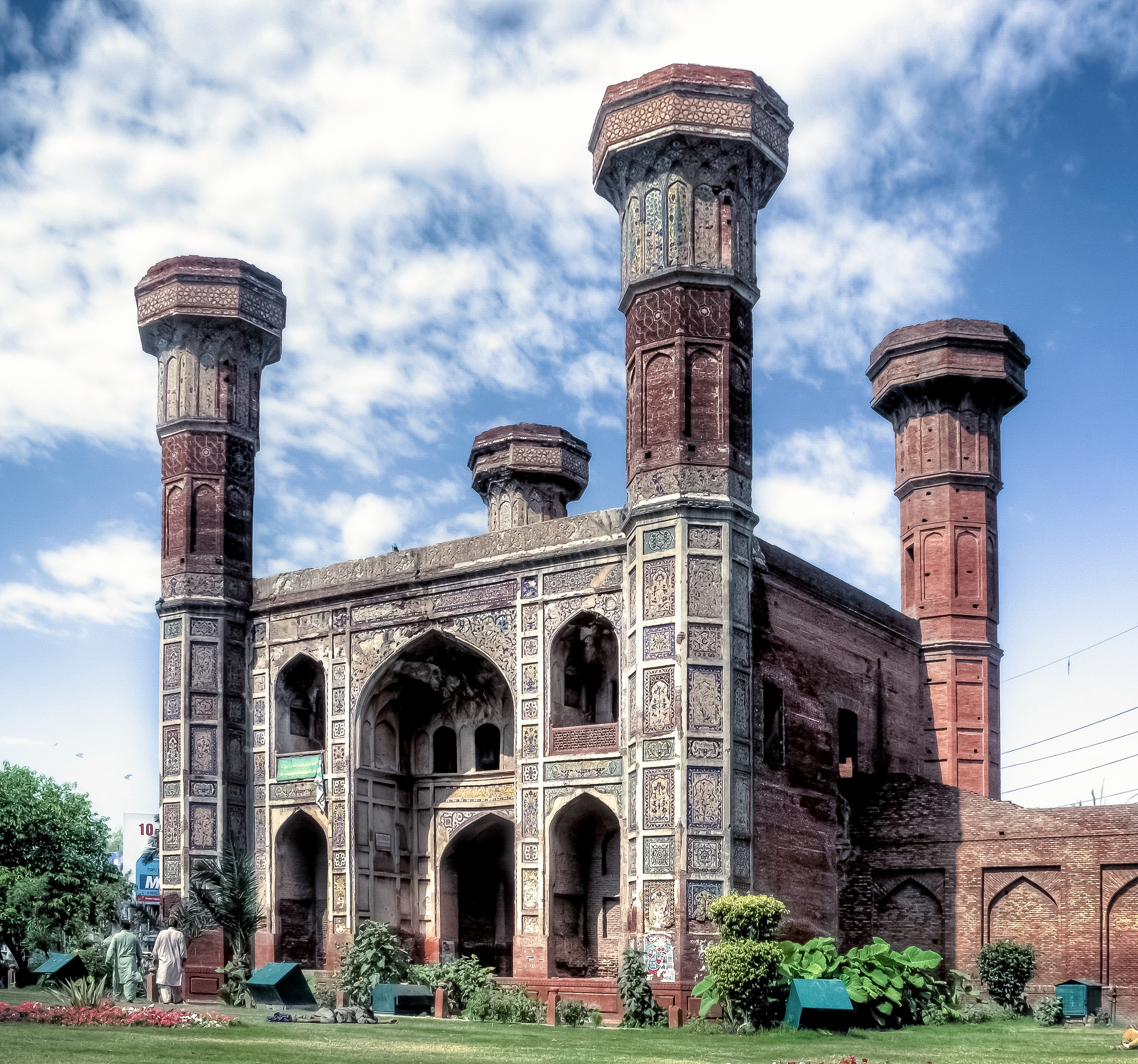
Chauburji

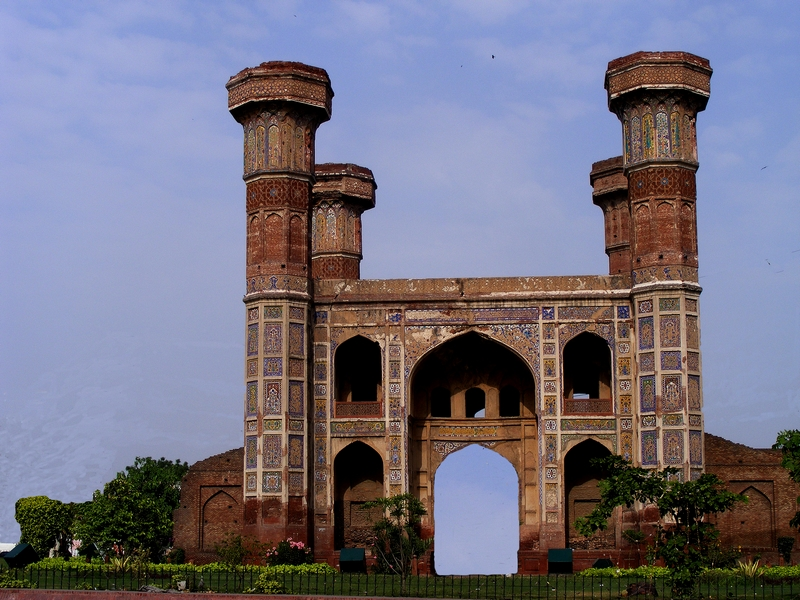
Chauburji

Das Chauburji (Urdu: چو برجی) ist ein mogulzeitlicher Torbau mit vier Türmen (char = vier; burj = Turm) in der pakistanischen Stadt Lahore.

## Lage
Das Tor bildete ehemals den Eingang zu einer großen Garten- oder Parkanlage (bagh) am südlichen Stadtrand von Lahore. Heute steht es inmitten einer großen Verkehrsinsel im Zentrum der Stadt in einer Höhe von 213 m ü. d. M.

## Geschichte
Der Torbau wurde um das Jahr 1645/6 errichtet. In der Überlieferung wird er mit der Mogulprinzessin Zeb un-nisa (1638–1702), einer Tochter Aurangzebs, in Verbindung gebracht, doch ist die Mitwirkung oder gar Federführung ihrer Tante Jahanara Begum (1614–1681), der Lieblingstochter Shah Jahans, sehr wahrscheinlich. Da der Bau durch Überschwemmungen des Flusses Ravi sowie durch ein Erdbeben des Jahres 1843 beschädigt worden war, erfolgten notdürftige Reparaturmaßnahmen in den 1960er Jahren; eine erneute grundlegende Restaurierung ist jedoch überfällig.

## Architektur und Dekor
Der in seinem Kern aus Ziegelsteinen errichtete, aber im Äußeren komplett mit Putz und farbigen Keramikintarsien geschmückte zweigeschossige Torbau ist auf allen Seiten gleich gestaltet und entspricht in seinen Dimensionen weitgehend seinen persisch-indischen Vorbildern. Ein hoher und nach innen vertiefter Mitteliwan wird von jeweils zwei kleineren seitlichen Bögen gerahmt. Alle verbleibenden Flächen sind in rechteckige, seltener auch quadratische Felder unterteilt und mit kleinteiligen vegetabilischen und abstrakten Kachelornamenten ausgelegt, in denen Blautöne die grüngelblichen und rötlichen Farben dominieren. Hervorstechende Bauelemente sind die vier Ecktürme mit oktogonalem Querschnitt, die sich – anders als Minarette – nach oben zu Aussichtsplattformen verbreitern. Auch das Innere des Bauwerks war verputzt und bemalt.

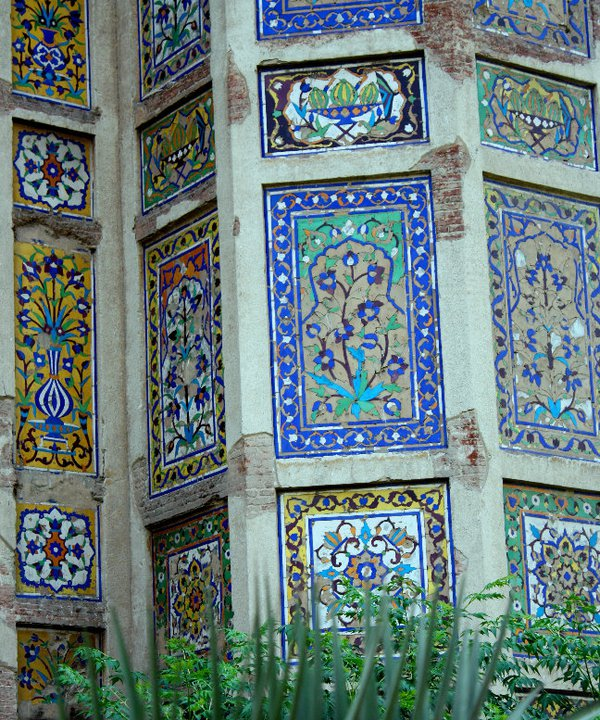
Wanddekor
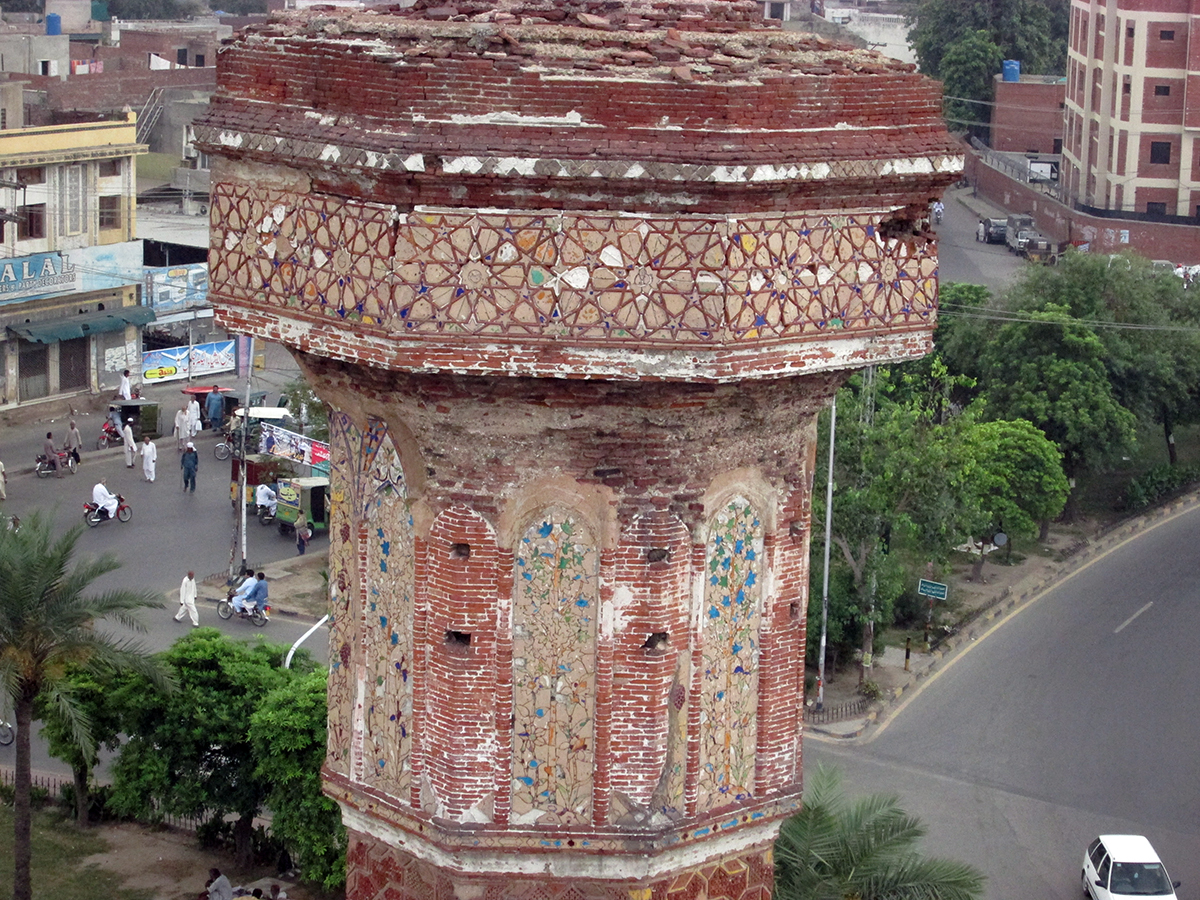
Turmplattform
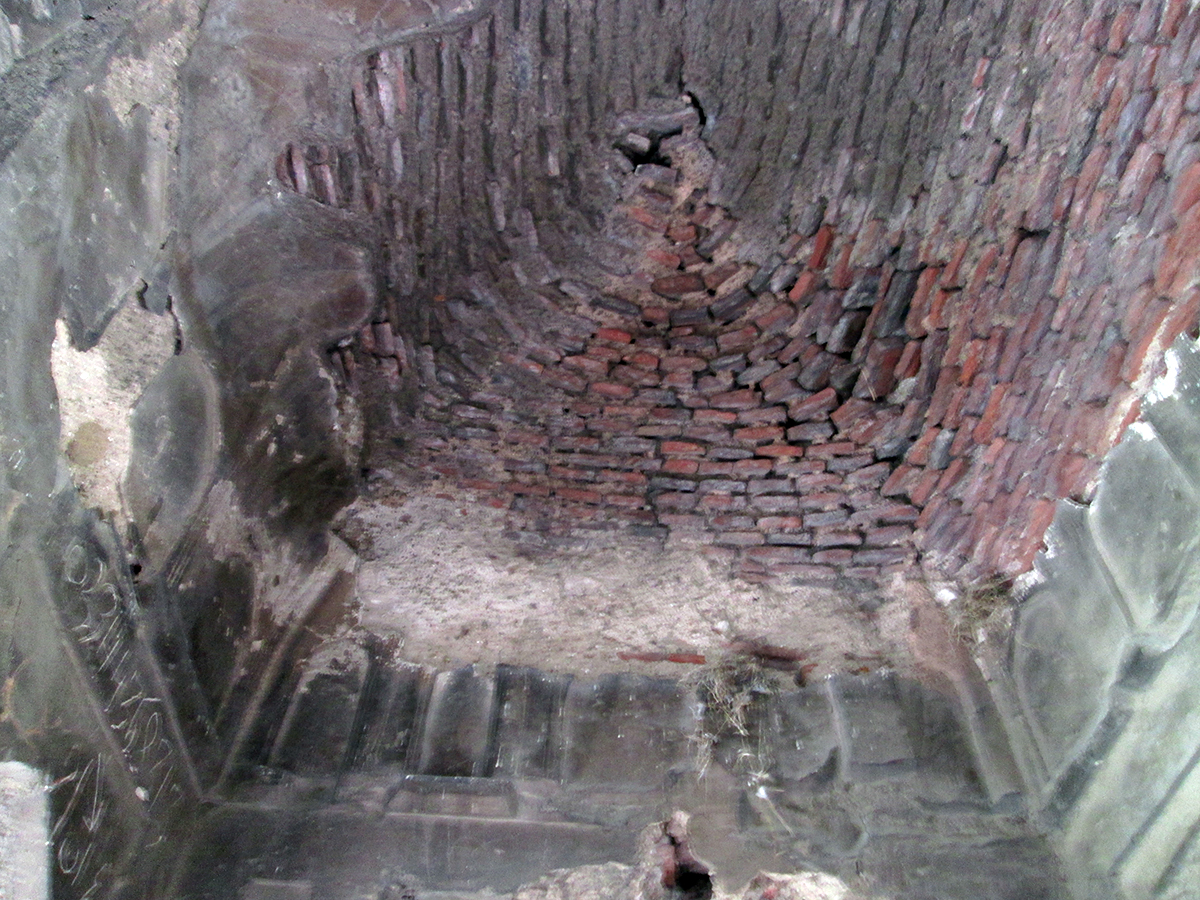
Innerer Zustand

## Einordnung
Zwei- und viertürmige Torbauten lassen sich auf persisch-zentralasiatische Vorbilder (z. B. Moschee von Yazd) zurückführen; auch das um 1590/1 errichtete Charminar in Hyderabad oder der um 1605 entstandene Torbau des Akbar-Mausoleums in Sikandra bei Agra sind zu nennen. Die Türme der genannten Vorbilder sind jedoch allesamt schlanker und minarettartiger.